# Società Sportiva Folgore/Falciano
La Società Sportiva Folgore/Falciano es un club de fútbol con sede en Falciano, San Marino. Fue fundado en 1972 y juega en el Campeonato Sanmarinense de fútbol.

## Historia
Fue fundado en 1972, en el pueblo de Falciano. El nombre Folgore se elige al recordar a un equipo italiano homónimo de Ospedaletto de los años 50. Los colores amarillo, rojo y negro, son una especie de "compromiso histórico" entre los militares y los simpatizantes políticos locales.
La empresa fue fundada con la clara intención de promover el fútbol juvenil, centrándose en los jugadores originales de Falciano; Gabriele Gasperoni redacta los estatutos y el primer presidente es Giuseppe Ragini. Con el paso de los años, el Folgore crece con la comunidad de Falciano, naciendo una cooperativa y el párroco Don Arzilli también colabora activamente. 
Después de más de 20 años de la fundación, el Folgore por primera vez se encuentra en la cima del fútbol de San Marino, logrando su primer campeonato de su historia. La temporada 1996-97, de hecho es la que ve a la sociedad Falciano ganar la final; El final de los años 90 es un éxito pródigo y, de hecho en la temporada siguiente, 1997/98 llega la confirmación del título del año anterior, mientras que dos años más tarde, Folgore vuelve a coser el escudo en el cofre, logrando así un ciclo ganador. Y extremadamente satisfactorio, con tres victorias en cuatro años. 

### Temporada 2000
En el año 2000-01 marca el comienzo de una nueva era, la de la participación de los clubes de San Marino en competiciones de la UEFA, inicialmente para la Copa UEFA y, posteriormente, también la Liga de Campeones. Folgore es el primer equipo en lograr este prestigioso resultado y en los preliminares se enfrenta al Basilea de Suiza. El partido de la ida permanece en la historia del gol de Alessandro Zanotti, el primero de una formación de la Copa UEFA en San Marino; Basilea ganó 5-1 en Serravalle y 7-0 en casa y deja en todos aquellos que han experimentado la experiencia inolvidable de entrar en la historia. 
A principio del año 2000-01, después del receso de la Copa UEFA, se ve al Folgore jugando con el escudo cosido en el arcón y luego llamado  para confirmar el tercer título de su historia. 
Los años siguientes son difíciles para la compañía de Falciano, que ya no puede clasificarse a los play offs y, por lo tanto, no puede ocupar un lugar entre los mejores de San Marino. Las cosas mejoran ligeramente cuando, entre 2010 y 2012, logra superar la fase de grupos de la Titan Cup y durante tres años consecutivos llega a los cuartos de final; La siguiente temporada es definitivamente mejor y logra el regreso a los play offs del campeonato: la postemporada, sin embargo, no dura mucho y, doce años después del anterior, el equipo de Falciano se va luego de 2 derrotas.

## Palmarés

### Torneos nacionales
- Campeonato Sanmarinense de fútbol (5):[2] 1996-97, 1997-98, 1999-00, 2014-15, 2020-21
- Copa Titano (1): 2014-15
- Trofeo Federal/Supercopa de San Marino (3):[2] 1997, 2000, 2015

## Participación en competiciones de la UEFA
| Temporada | Torneo                        | Ronda            | Club        | Casa | Visita | Global |
| --------- | ----------------------------- | ---------------- | ----------- | ---- | ------ | ------ |
| 2000–01   | UEFA Cup                      | Clasificatoria   | Basel       | 1–5  | 0–7    | 1–12   |
| 2014–15   | UEFA Europa League            | Clasificatoria 1 | Budućnost   | 1–2  | 0–3    | 1–5    |
| 2015–16   | UEFA Champions League         | Clasificatoria 1 | Pyunik      | 1–2  | 1–2    | 2–4    |
| 2016–17   | UEFA Europa League            | Clasificatoria 1 | AEK Larnaca | 1–3  | 0–3    | 1–6    |
| 2017-18   | UEFA Europa League            | Clasificatoria 1 | Valleta     | 0–1  | 0–2    | 0–3    |
| 2018-19   | UEFA Europa League            | Clasificatoria 1 | Engordany   | 1–1  | 1–2    | 2–3    |
| 2021–22   | UEFA Champions League         | Ronda Preliminar | Pristina    | 0–2  | 0–2    | 0–2    |
| 2021–22   | UEFA Europa Conference League | Clasificatoria 2 | Hibernians  | 1–3  | 2–4    | 3–7    |